# 神と共に 第一章:罪と罰
『神と共に 第一章：罪と罰』（かみとともに だいいっしょう つみとばつ、原題：신과함께-죄와 벌）は、2017年公開の韓国のファンタジー・アクション映画。監督はキム・ヨンファ、出演はハ・ジョンウ、チャ・テヒョンなど。一度死んだ男が冥界の使者たちと共に7つの地獄で裁判を受け、新たな人生を目指す姿を描いている。原作はチュ・ホミンによる同名ウェブコミック。韓国ではPG12指定ながら、歴代3位となる観客動員数1,441万人を記録した。日本での公開は2019年5月24日。
本作の続編として『神と共に 第二章:因と縁』が製作された。

## ストーリー
ビルの火災現場で少女を救い、殉職した消防士のキム・ジャホン（チャ・テヒョン）のもとに、冥界の使者であるヘウォンメク（チュ・ジフン）とドクチュン（キム・ヒャンギ）が現れる。冥界の法によると、すべての人間は死後49日間に裁判を7回受けなけばならず、殺人地獄・怠惰地獄・裏切り地獄・不義地獄・ウソ地獄・暴力地獄・天倫地獄という7つの地獄での裁判を通過した者だけが新たな人生を始められるという。
冥土の入口である初軍門では、使者のリーダーであり裁判でジャホンを弁護するカンニム（ハ・ジョンウ）が待っていた。弁護士のカンニム、護衛のヘウォンメク、補助弁護士のドクチュン、そしてジャホンの4人は7つの地獄に挑む。
生前に善行を積んだジャホンの下界への転生は確実かと思われたが、裁判が進むにつれて地獄鬼や怨霊が出現し、転生への道に暗雲が立ち込める。

## キャスト
※括弧内は日本語吹替
- カンニム - ハ・ジョンウ（内田夕夜）

死者と使者の転生をかけた裁判の弁護士。ジャホンと共に冥界での裁判に同行する3使者のリーダー。千年で47人も生まれ変わらせた凄腕弁護士。担当する亡者の葬儀に行き、精進落としを食べる趣味がある。千年前に閻魔大王と「千年で49人、生まれ変わらせたら、3使者も生まれ変われる」という約束をした。下界へは自由自在に行き来可能で、時間も空間も問題とはならない。生者の眼には見えないが、死期が近い者には見える。生者と会話する時は、適切な人物に変装する。月の使いドクチュンと交信し、繋がることでドクチュンを通じて遠隔で裁判に参加することができる。3使者は下界に介入してはならない。
- キム・ジャホン - チャ・テヒョン（関智一）

2017年4月28日に死亡。生前の行いを冥界で裁かれる消防士。死ぬ間際の行動で422年ぶりに「貴人」に認定された。さらに、19年ぶりの「正義の亡者」でもある。消防士の先輩をやむなく見殺しにしてしまった過去を持つ。病気で治療が必要な母と最高裁判所の判事を夢見る弟がいるため、お金が必要で昼夜の境なく働きづめの人生であった。亡くなってからは母親に会いたい気持ちが強く、生まれ変わる亡者の権利である現夢を目的に裁判に挑む。
- ヘウォンメク - チュ・ジフン（日野聡）

死者と使者を危機から救い守る護衛。韓国総合株価指数10位に入る財閥2世に生まれ変わることを望んでいる。生前の記憶がない。
- ドクチュン - キム・ヒャンギ（春名風花）

死者の生前を見通す力を持ち、起訴内容を調べる補助弁護士。浄玻璃の鏡で、亡者の生前の行動を裁判長である各大王に提示する。生前の記憶がない。
- 成主<ソンジュ>神 - マ・ドンソク（小山力也）

屋敷神。
- キム・スホン - キム・ドンウク（峰晃弘）

ジャホンの弟で、除隊を間近に控えた兵長。兄ジャホンのことで、脱走したと噂が立つ。子どもの頃は、栄養失調で、心身虚弱な病人であった。
- ウォン・ドンヨン - ディオ（EXO）（酒井広大）

心身に問題を抱える一等兵。キム・スホンが面倒を見て、仲良くしていた。
- 閻魔大王 - イ・ジョンジェ※特別出演（山本兼平）

天倫地獄。
死者の運命を握る冥界裁判の統括者。亡者に合わせて裁判の順番を決める。冥界の乱れに対処せざるを得なくなる。
- 初江大王（しょこうだいおう） - キム・ヘスク※特別出演

怠惰地獄。中年女性の姿をしている。
- 五官大王（ごかんだいおう） - イ・ギョンヨン※特別出演

不義地獄。
- 宋帝大王（そうていだいおう） - キム・ハヌル※特別出演

裏切り地獄。美しい女性の姿をしている。美しいがゆえに、美しい裏切り（私利私欲ではなく、正義や社会的価値のための良心的な裏切り）だけは許す。
- 秦広大王（しんこうだいおう） - チャン・グァン

暴力地獄。
- 変成大王（へんじょうだいおう） - チョン・ヘギュン

殺人地獄。
- 泰山大王（たいざんだいおう） - キム・スアン

ウソ地獄。子どもの姿をしている。
- 判官1 - オ・ダルス
- 判官2 - イム・ウォニ：判官は「貴人」を敗訴、有罪にすれば褒美が貰える。
- 火災現場の少女 - チョン・ボミ
- 少女の父 - ハン・イゴン
- パク中尉 - イ・ジュニョク

スホン兵長を弟同然に扱っていた。昇進が目前に迫っている。
- ジャホンの母 - イェ・スジョン：ろう者。
- ホ・ヒョンドン - チョン・ジフン
- ホ・チュンサム - ナム・イル
- 猫少女 - クォン・スジョン
- 幼少期のジャホン - ソン・ユビン
- 幼少期のスホン - ク・スンヒョン
- 同僚消防士 - ユ・ジョンサン※特別出演
- 猫少女の父 - キム・スロ※友情出演
- 使者 - キム・ミンジョン※友情出演

## 冥界
- 初軍門<チョグンムン>

亡者を判定する。
- 火湯霊道<ファタンヨンド>
  - 殺人地獄

直接、間接に関わらず殺人（誰かが死ぬ状況）に少しでも関与すれば裁かれることになる。「貴人」に対しては、慎重な裁判が求められる。
火あぶり5～50年の刑といった裁定が下される。
- 三途の川

亡者の眼を狙って人面魚が次々と襲ってくる。
- 怠惰地獄

人生を無駄にしたかどうかを審判する。
冥界で一番頼りない判官が担当になっている。楽に勝訴できるとされている。
- 剣樹林<コムスリム>

剣が茂る剣樹林では、樹木にむやみに触ると樹木の刃が全身に巻きつき苦しむことになる。
[貴人」には特典があり、剣樹林を早く安全に通るための小舟と水路がある。
- ウソ地獄

亡者が生前についたウソを審判する。
舌を切るといった裁定を下す。
- 寒氷<ハンビン>峡谷
  - 不義地獄

正義感のない罪や冷たい心を問うことで、正義感のない者を審判する。
氷に閉じ込めるといった刑罰を下す。
- 天地鏡
  - 裏切り地獄

鏡でできている。他人の信頼を裏切った亡者を鏡の中で破壊する。
- 真空深穴<チンゴンシミョル>

暴力地獄に通じている。犯した罪の性質で穴の深さが決まる。
- 暴力地獄

生前の暴力沙汰における罪の度合いを審判する。加害者と被害者の間での謝罪や許しを勘案する。
- 千古砂漠

閻魔大王の砂でできた兵が守っている。
- 天倫地獄

親不孝の罪を審判する。

## 用語
- 地獄鬼<チオックィ>

亡者の下界における肉親の誰かが亡くなり怨霊になると出現する。怨霊が彷徨うことで冥界が荒れて、地獄鬼も暴れ出し時間の流れが速くなる。
亡者の眼を探知して襲ってくる。
- 合算処罰

関連する地獄での裁判を一緒に審判し、無罪にならなければ、罪が合算され、加重処罰を受けるのみならず、弁護した3使者も全ての資格をはく奪される。
- 現夢

最後に一番会いたい人の夢枕に立つことで会うことが出来る。夢の中では何でもできる。

## 法律

### 使者法
- 第3条第1項

亡者は現世を彷徨えず、別れの時間もない。

### 冥界法
- 第1条第1項

すでに罪を許された下界の人間の罪は、冥界で審判されない。
- 第2条第3項

怠惰とは与えられた人生を怠けて遊んで暮らし高貴な人生を無駄にした罪である。
- 第8条第2項

怨霊は消滅させること。発見次第、焼却する。

## スタッフ
- 企画：キム・ホソン、ノ・ウニ、ユン・ジョンソク
- 監督・脚本：キム・ヨンファ
- 原作：チュ・ホミン『神と共に』 ※ウェブコミック
- 脚色：イ・ジョンウク、キム・チャンフン、パク・チョンス
- 製作：キム・ヨンファ、キム・ホソン、ウォン・ドンヨン
- 助監督：ファン・ジョンヒョン、チェ・リン
- VFXスーパーバイザー：チン・ジュンヒョン
- 音楽：パン・ジュンソク
- 美術：イ・モグォン
- 撮影：キム・ビョンソ
- 照明：シン・ギョンマン
- 編集：ナム・ナヨン、キム・ジヌ、キム・ヘジン
- 武術：キム・ビョンオ、オ・セヨン
- 製作会社：リアライズピクチャーズ、デクスタースタジオ
- 配給：ロッテエンタテインメント
- 字幕翻訳：根本理恵
- 吹替翻訳：田辺佳子
- 吹替演出：市来満

## 製作・公開
本作は、韓国映画史上初めて続編（『神と共に 第二章:因と縁』）と併せて2作同時に製作され、総製作費は400億ウォン（約42億円）に上った。最新のVFXが多用されており、準備に約5年、撮影に約1年、撮影終了後のポストプロダクションに1年以上を要した。
韓国では2017年12月20日に公開され、観客動員数は1,441万人を突破。
日本では2019年5月24日に公開された。

## 受賞歴
- 第39回青龍映画賞 - 韓国映画最多観客賞[11]
- 第39回青龍映画賞 - 女優助演賞（キム・ヒャンギ）[11]
- 第39回青龍映画賞 - 技術賞（チン・ジョンヒョン）[11]
- 第39回青龍映画賞 - 人気スター賞（チュ・ジフン、キム・ヒャンギ）[11]
- 第54回百想芸術大賞 - 監督賞（キム・ヨンファ）[12]
- 第54回百想芸術大賞 - 芸術賞（チン・ジョンヒョン）[12]
- 第23回春史大賞映画祭 - 観客が選ぶ最高人気映画賞
- 第23回春史大賞映画祭 - 男優助演賞（キム・ドンウク）
- 第27回釜日映画賞 - 男性人気賞（ディオ）[13]
- 第27回釜日映画賞 - 女性人気賞（キム・ヒャンギ）[13]
- 第38回韓国映画評論家協会賞 - 技術賞（チン・ジョンヒョン〈視覚効果〉）[14]
- 第5回韓国映画制作家協会賞 - 技術賞（チン・ジョンヒョン〈視覚効果〉）[15]
- 第38回黄金撮影賞 - 最優秀男優助演賞（キム・ドンウク）[16]
- 第38回黄金撮影賞 - 功労賞（ウォン・ドンヨン）[16]
- 第9回今年の映画賞 - 今年の映画人賞（キム・ヨンファ）[17]
- 第7回マリ・クレール映画祭 - パイオニア賞（ハ・ジョンウ）[18]
- 第6回BIFF マリ・クレール アジアスターアワード - アジアスター賞（チュ・ジフン）[19]
- 第2回ザ・ソウルアワード - 男優主演賞（ハ・ジョンウ）[20]
- 第2回ザ・ソウルアワード - 男優助演賞（チュ・ジフン）[20]
- 第2回ザ・ソウルアワード - 女優助演賞（イェ・スジョン）[20]
- 第2回ザ・ソウルアワード - 男性人気賞（ディオ）[20]
- 第18回大韓民国青少年映画祭 - 今年の監督賞（キム・ヨンファ）
- 第18回大韓民国青少年映画祭 - 男性俳優部門 人気映画人賞（チャ・テヒョン）
- 第18回大韓民国青少年映画祭 - 子役俳優部門 人気映画人賞（キム・ヒャンギ）